# Jessica Martínez
Jessica Dahiana Martínez Villagra (auch „Pirayú“ Martínez, * 14. Juni 1999 in Itauguá) ist eine paraguayische Fußballspielerin. Zumeist wird sie als Sturmspitze eingesetzt.

## Karriere

### Verein
Jessica Martínez begann ihre Fußballkarriere in der Jugend von Club Olimpia. Im Jahr 2014 lief sie für die Frauenmannschaft von Club Sportivo Limpeño auf, bevor sie von 2015 bis 2016 erneut bei Club Olimpia spielte. Im Jahr 2016 nahm sie in den Reihen von Club Sportivo Limpeño an der Copa Libertadores teil und holte mit ihrer Mannschaft durch ein 2:1 im Endspiel gegen den chilenischen Vertreter Estudiantes de Guárico den ersten Titel für einen Klub aus Paraguay beim kontinentalen Vereinswettbewerb. Von 2017 bis 2018 lief Jessica Martínez für den brasilianischen Klub FC Santos auf, bevor sie im Januar 2019 nach Spanien zu CD Tacón wechselte. Mit den Madrileninnen schaffte sie in jener Spielzeit den Aufstieg in die Primera División, Jessica Martínez trug entscheidend zu diesem Erfolg bei, so erzielte sie im Finale des Aufstiegs-Playoff im Rückspiel gegen Santa Teresa CD, nach der 0:1-Niederlage im Hinspiel, beide Treffer zum 2:0-Sieg.
Mit CD Tacón, erzielte sie in der durch die COVID-19-Pandemie verkürzten Saison 2019/20 in 21 Spielen drei Tore, im Pokal erreichte sie mit ihrer Mannschaft das Achtelfinale und erzielte zwei Treffer aus ebenso vielen Begegnungen. Zur Saison 2020/21 wurde CD Tacón von Real Madrid inkorporiert und zur Frauenfußballsektion der „Königlichen“. Jessica Martínez kam zwar meist von der Bank, konnte aber im Laufe der Spielzeit 24 Ligaeinsätze und fünf Tore verbuchen, darüber hinaus bestritt sie auch ein Pokalspiel. Mit ihrer Mannschaft erreichte sie den zweiten Platz in der Meisterschaft. Im Anschluss wechselte sie innerhalb der spanischen Primera División zum FC Sevilla. Hier erzielte sie in 54 Begegnungen zwölf Tore und kam zudem auf drei Einsätze im nationalen Pokal, ehe Jessica Martínez im Sommer 2023 für FC Levante Las Planas unterschrieb.

### Nationalmannschaft
Jessica Martínez bestritt mit der U-17 Paraguays die WM 2014 und stand im selben Jahr auch im Endrundenkader der U-20-Weltmeisterschaft, in beiden Turnieren schied sie mit ihrer Mannschaft bereits in der Vorrunde aus. Auch bei der U-17-WM 2016 konnte Jessica Martínez nicht die Finalrunde erreichen und blieb selbst torlos. Im August 2018 stand sie im Endrundenaufgebot Paraguays bei der U-20-Weltmeisterschaft und erzielte das einzige Tor der Südamerikanerinnen in der Vorrundengruppe C.
Im Zuge der Fußball-Südamerikameisterschaft der Frauen 2014 feierte Jessica Martínez am 16. September gegen Argentinien ihr Debüt in der A-Nationalmannschaft, in drei Begegnungen erzielte die erst 15-Jährige drei Treffer, ihre Landesauswahl schied in der Vorrunde aus. Das nächste Turnier von Jessica Martínez im Erwachsenenbereich für Paraguay war die Fußball-Südamerikameisterschaft der Frauen 2018. Sie selbst erzielte in vier Spielen zwei Treffer, konnte jedoch auch diesmal das Ausscheiden in der Vorrunde nicht verhindern. Erfolgreicher verlief ihre Teilnahme an den Panamerikanischen Spielen 2019, diesmal setzte sich Paraguay nach Siegen gegen Mexiko und Jamaika sowie einem Unentschieden gegen den späteren Goldmedaillengewinner Kolumbien in der Gruppenphase durch und erreichte das Halbfinale. Nach Niederlagen gegen Argentinien und Costa Rica belegte sie mit ihrer Mannschaft den vierten Platz. Jessica Martínez erzielte bei ihren fünf Einsätzen zwei Treffer.

## Erfolge
- Copa Libertadores Femenina: 2016